# Truly (Lionel Richie)
Truly è una romantica canzone soul-R&B, incisa da Lionel Richie nel 1982 e facente parte dell'album eponimo e di debutto da solista del cantante. Per l'interprete afro-americano - se si esclude la partecipazione nel duetto con Diana Ross in Endless Love - si trattò del primo singolo da solista. Fu inoltre uno dei maggiori successi del primo periodo post-Commodores.

Autori del brano sono lo stesso Lionel Richie e David Cochrane.
La canzone si aggiudicò un Premio Grammy nel 1982.

## Testo & Musica
Il testo è una sorta di lettera d'amore "scritta" da un uomo per la sua donna, dove lui promette a lei di esserle fedele per sempre e di dimostrarle quanto ci tiene a lei, chiedendo a lei solamente di dirgli che avrà per sempre il suo cuore. E si dichiara convinto che questo amore durerà per sempre.
Il brano è accompagnato dal suono di un pianoforte.

## Tracce

### Versione 1[7]
1. Truly 3:19
2. You Are (B. Harvey-Richie) 4:05

### Versione 2[8]
1. Truly 3:19
2. Just Put Some Love In Your Heart 1:21

### Classifiche
| Classifiche (1982/83)           | Posizione massima |
| ------------------------------- | ----------------- |
| New Zealand Singles Chart       | 21                |
| UK Singles Chart                | 6                 |
| US Billboard Hot 100            | 1                 |
| US Billboard Adult Contemporary | 1                 |
| US Billboard Black Singles      | 2                 |

## Premi & riconoscimenti
- 1983: Premio Grammy nella categoria "Best Pop Vocal Performance" (maschile)[6]

## Cover
Tra gli interpreti che hanno eseguito una cover del brano figurano:
- Joe Cocker (1993)
- Steven Houghton (singolo del 1997)
- John Mellencamp (2005)
- Freestyle (2009)

## La canzone nel cinema e nelle fiction
- La canzone è stata utilizzata in alcune puntate del 1983 della soap opera Sentieri (Guiding Light), come tema d'amore di Phillip Spaulding (interpretato da Grant Aleksander) e Beth Raines (allora interpretata da Judi Evans)[10]